# Staw (powiat słupecki)
Staw – wieś w Polsce położona w województwie wielkopolskim, w powiecie słupeckim, w gminie Strzałkowo. Znajduje się w niej drewniany kościół z 1. poł. XVIII w.
Jest to dawna stara osada szlachecka, wymieniona po raz pierwszy w dokumencie z 1271 roku. Podczas powstania styczniowego ówczesny właściciel wsi - Józef Prądzyński, zorganizował we wsi szycie mundurów dla oddziału Younga de Blankenheima. Za swą działalność Prądzyński został aresztowany i w słynnym procesie berlińskim oskarżony o zdradę stanu. Sąd jednak go uniewinnił. 
W 1973 roku we wsi oddano do użytku nowoczesną wytwórnię dekstryny zakładu Wielkopolskiego Przedsiębiorstwa Przemysłu Ziemniaczanego.  
W latach 1975–1998 miejscowość należała administracyjnie do województwa konińskiego.
We wsi znajdują się dwa zabytki figurujące w krajowym rejestrze zabytków, są nimi:
- kościół parafialny pw. św. Jadwigi Śląskiej z XVIII, nr rej.: AK-I-11a/267 z 14.03.1933 r.
- park dworski z 1. połowy XIX w., nr rej.: 423/165 z 4.09.1989 r.